# Samuel Leonard Tilley
Pour les articles homonymes, voir Tilley.
Samuel Leonard Tilley (né le 8 mai 1818, mort le 25 juin 1896) est un pharmacien et un homme politique canadien. Il est l'un des « pères de la Confédération » canadienne.

## Biographie

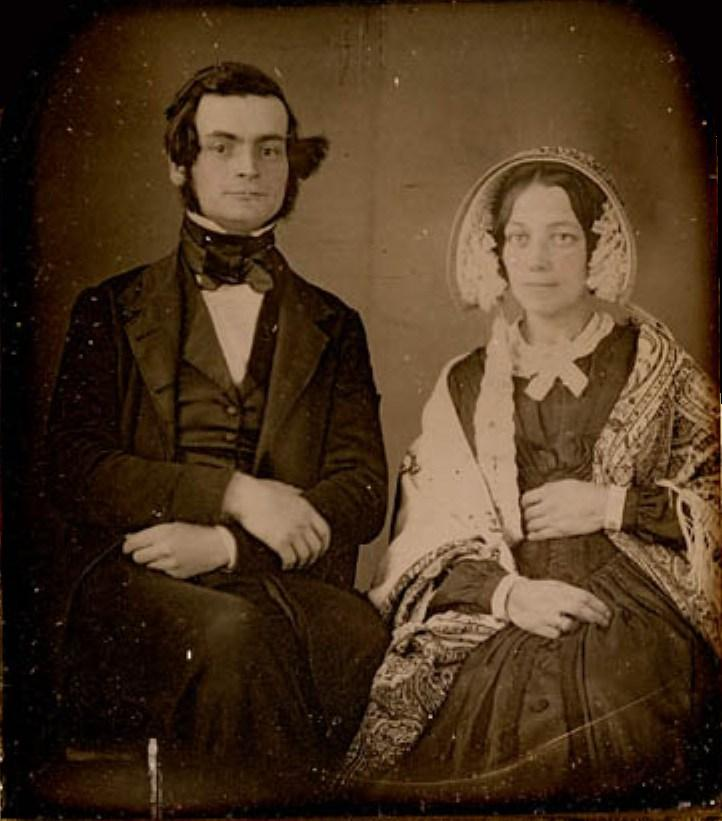
Samuel Leonard Tilley et sa première femme, Julia Ann Hanford, vers 1843

Il est né à Gagetown (Nouveau-Brunswick) de ses parents Thomas Morgan Tilley, propriétaire de boutique, et Susan Ann Peters. Le 6 mai 1843, il épouse Julia Ann Hanford à Saint-Jean. Ils ont ensemble huit enfants. Hanford décède en 1862. Le 22 octobre 1867, il épouse Alice Starr Chipman à St. Stephen et ils ont deux enfants, incluant le futur premier ministre du Nouveau-Brunswick Leonard Percy de Wolfe Tilley.
Tilley milite au sein du mouvement pour la tempérance, ce qui l'amène à la politique. Il vient à prôner le gouvernement responsable à cause de la récession de 1848 qui avait été causée, en partie, par les politiques économiques britanniques. Tilley se joint à la New Brunswick Colonial Association qui préconisait que la colonie ait le contrôle sur ses dépenses publiques, qu'un système scolaire public soit établi, que le gouvernement contrôle les travaux publics et réclamait un "gouvernement honnête".
D'abord élu à l'Assemblée législative du Nouveau-Brunswick sous la bannière libérale en 1850, il siège dans l'opposition jusqu'à l'élection de 1854 qui amena les réformistes au pouvoir. Tilley devient Secrétaire provincial dans le gouvernement de Charles Fisher.
Il est délégué aux conférences de Charlottetown et Québec comme partisan de la confédération canadienne. Il sert à titre de premier ministre de la colonie du Nouveau-Brunswick de 1861 jusqu'à la défaite de son gouvernement en 1865. Comme premier ministre, il appuyait l'entrée du Nouveau-Brunswick dans la confédération canadienne et la construction d'un chemin de fer inter-colonial.

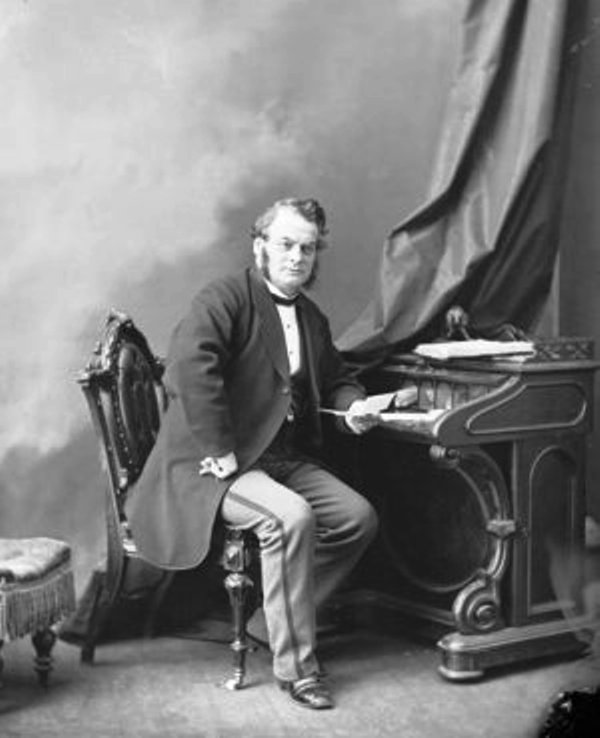
Sir Samuel Leonard Tilley, 1869

On doit à Tilley l'utilisation du mot "dominion" dans le nom du nouveau pays. Les pères de la confédération avaient discuté du préfixe à donner au Canada, John A. Macdonald ayant une nette préférence pour "Royaume du Canada". Pendant ses dévotions du matin, Tilley lit le Psaume 72:8, où il est écrit : Il dominera d'une mer à l'autre (en anglais : "He shall have dominion also from sea to sea") et présente son inspiration aux autres, leur ambition étant d'étendre la nouvelle nation jusqu'à l'océan Pacifique. La proposition est adoptée à l'unanimité, et le terme "dominion" fut également utilisée par l'Australie et la Nouvelle-Zélande.
Le terme fut également utilisé pour le nom de la fête nationale du 1er juillet en anglais (en français, on l'appelait plutôt la Fête nationale, une expression qui est aujourd'hui appliquée à la fête de la Saint Jean au Québec). Cette référence historique a été mise au rancart en 1980 lorsque le Dominion Day fut officiellement rebaptisé Canada Day (fête du Canada en français) par une loi du parlement.
Tilley se lance en politique fédérale lors de la confédération en 1867, est élu à la Chambre des communes en tant que député de la Cité de Saint-Jean, et devient ministre des Douanes sous le gouvernement Macdonald, puis ministre des Finances en 1873 jusqu'à la défaite du gouvernement plus tard cette même année. Il est nommé lieutenant-gouverneur du Nouveau-Brunswick en 1873, poste qu'il occupe jusqu'en 1878. Lorsque les tories de Macdonald reviennent au pouvoir en 1878, Tilley, à nouveau élu député de la Cité de Saint-Jean, devient de nouveau ministre des Finances jusqu'à sa retraite de la politique en 1885, devenant lieutenant-gouverneur du Nouveau-Brunswick pour un deuxième mandat jusqu'en 1893.
Il est enterré au cimetière Fernhill à Saint-Jean (Nouveau-Brunswick).